# Zračno pristanište Čepin
Zračno pristanište Čepin nalazi se 3 km jugoistočno od Osijeka. Služilo je kao vojna zračna luka. Danas je sportsko-rekreativni aerodrom.
Nazivi koji se još koriste za ovo zračno pristanište su i Sportska zračna luka kao i Sportsko poslovna zračna luka.
Nalazi se nešto više od 4 km od Čepina, a unutar granica grada Osijeka, u Industrijskoj četvrti.